# جوزيف برانت
تنديجيا أو جوزيف برانت (مارس 1743-24 نوفمبر 1807) قائد عسكري وسياسي من الموهوك، يتواجدون حاليًا في نيويورك، وارتبط ارتباطًا وثيقًا ببريطانيا العظمى أثناء وبعد الثورة الأمريكية. ربما الأمريكيون الأصليون من جيله معروفين لدى الأمريكيين والبريطانيين، فقد التقى بالعديد من أهم الشخصيات الأنجلو أمريكية في هذا العصر، بما في ذلك كل من جورج واشنطن والملك جورج الثالث.
على الرغم من أنه لم يرث الدور القيادي داخل رابطة الإيراكوي، لكن برانت برز بسبب تعليمه، وقدراته، واتصالاته بالمسؤولين البريطانيين. كانت شقيقته، مولي برانت، زوجة السير ويليام جونسون، المشرف البريطاني المؤثر للشؤون الهندية في مقاطعة نيويورك. خلال الحرب الثورية الأمريكية، قاد برانت الموهوك والموالين الاستعماريين المعروفين باسم (متطوعي برانت) ضد المتمردين في حرب حزبية مريرة على حدود نيويورك. اتهمه الأمريكيون بارتكاب فظائع وأطلقوا عليه اسم «الوحش برانت»، لكن المؤرخين في وقت لاحق جادلوا بأن الاتهامات كانت باطلة.
في عام 1784 منح فريدريك هالديماند جوزيف برانت وأتباعه معاهدة الأرض لتحل محل ما فقدوه في ولاية نيويورك في مجلس ساندوسكي بعد الثورة. كانت مساحة هذه الأرض، منحة هالديماند، نحو 810,000 هكتار (2,000,000 فدان)، وعرضها 12 ميلًا (19.2 كيلومترًا) على طول نهر آوس أو نهر غرند في ما هو الآن جنوب غرب أونتاريو. انتقل الزعيم برانت مع معظم أفراد شعبه إلى كندا العليا إلى المنطقة التي أصبحت الآن محمية الأمم الست، حيث ظل قائدًا بارزًا.

## سيرته المهنية
بتشجيع من جونسون، عين الموهوك برانت قائدًا للحرب ومتحدثًا رئيسيًا عنهم. عاش برانت في أوسويغو، وعمل مترجمًا مع زوجته بيغي آنذاك، والمعروفة أيضًا باسم نغن أو أياتنغسيرا، وأنجبا ابنًا أطلقا عليه اسم إسحاق على اسم والدها. في نهاية العام، عادت عائلة برانت إلى مسقط رأسه في كاناجوهاري للعيش مع والدته. امتلك برانت نحو 80 فدانًا من الأراضي في كاناجوهاري، لكن من غير الواضح من عمل بها. بالنسبة إلى الموهوك، كانت الزراعة من عمل المرأة، وكان من الممكن أن يتعرض برانت للسخرية من قبل زملائه رجال الموهوك إذا زرع أرضه بنفسه. من المحتمل أن يكون برانت قد وظف نساءً للعمل في أرضه، إذ لا يوجد سجل باقٍ يذكر أي شيء عن تعرض برانت للسخرية في كاناجوهاري لزراعته أرضه. في عام 1769 أنجبت نغن الطفل الثاني لبرانت، وهي ابنة تدعى كريستينا. في أوائل عام 1771 توفيت نغن من مرض السل، وتركت الأرمل برانت مع طفلين لتربيتهما.
في ربيع عام 1772 انتقل برانت إلى فورت هانتر للإقامة مع الموقر جون ستيوارت. أصبح معلمًا للموهوك ومترجمًا لستيوارت، وتعاون معه لترجمة تعاليم الكنيسة وإنجيل مرقس إلى لغة الموهوك. بدأ اهتمامه بترجمة النصوص المسيحية خلال تعليمه المبكر. في مدرسة مور الخيرية للهنود، أنجز العديد من الترجمات. أصبح برانت أنجليكانيًا، وهو المعتقد الذي اعتنقه حتى نهاية حياته. وجد برانت، الذي حزن قلبه بوفاة زوجته، قدرًا كبيرًا من الراحة الروحية في تعاليم كنيسة إنجلترا. مع ذلك، أصيب بخيبة أمل عندما رفض الموقر ستيوارت طلبه بالزواج من سوزانا، أخت نغن. بالنسبة إلى هودنوسوني، كان من المعتاد أن يتزوج الأرمل من أخت زوجته لتحل محل زوجته المفقودة، وكان زواج برانت من سوزانا مقبولًا تمامًا بالنسبة لهم.
بغض النظر عن إتقانه اللغة الإنجليزية، تحدث برانت على الأقل ثلاث لغات، وربما جميعها، من لغات الإيراكوية في الدول الست. عمل مترجمًا في القسم الهندي البريطاني منذ عام 1766 فصاعدًا. خلال هذا الوقت، انخرط برانت في نزاع على الأرض مع تاجر الفراء بالاتين جورج كلوك الذي تخصص في جعل الموهوك في حالة سكر قبل أن يوقعوا على أرضهم له. طالب برانت كلوك بالتوقف عن الحصول على الأرض عبر هذه الطريقة، وإعادة الأرض التي امتلكها بالفعل. أدى الخلاف إلى إبحار كلوك إلى لندن في محاولة لنيل دعم الملك جورج الثالث، لكنه رفض رؤية كلوك «الشخصية السيئة السمعة». عند عودته إلى مقاطعة نيويورك، اقتحم برانت منزل كلوك في محاولة لتخويفه لإعادة الأرض التي أخذها، انتهى الاجتماع بنهب محاربي الموهوك لمنزل كلوك بينما ادعى كلوك لاحقًا أن برانت ضربه بمسدسه وتركه ينزف ويفقد الوعي. في اجتماع في قاعة جونسون مع قادة هودنوسوني، حاول جونسون التوسط في النزاع مع كلوك، وتوفي لاحقًا في نفس الليلة. على الرغم من خيبة أمله لأن جونسون لم يكن أكثر قوة في دعم هودنوسوني ضد كلوك، حضر برانت خدمات كنيسة إنجلترا لجونسون، ثم حضّر برانت وأخته مولي مراسم تعزية إيراكوية تقليدية لجونسون. ورث قاعة جونسون ابنه جون جونسون الذي طرد زوجة أبيه، مولي برانت، التي عادت إلى كاناجوهاري مع الأطفال الثمانية الذين أنجبتهم من السير ويليام للعيش مع والدتها. رغب السير جون جونسون فقط في الاهتمام بتركة والده، ولم يشارك والده مصالحه. ذهب دانيال كلاوس، اليد اليمنى للسير ويليام، ليعيش في مونتريال، وكان غاي جونسون، قريب السير ويليام، يفتقر إلى السحر واللباقة اللازمين للحفاظ على التحالفات الاجتماعية.
تركت وفاة جونسون فراغًا في القيادة في مقاطعة تريون، فشكلت مجموعة من المستعمرين، في 27 أغسطس 1774، لجنة للسلامة العامة كانت مهتمة ظاهريًا بفرض مقاطعة البضائع البريطانية التي أمر بها الكونغرس القاري، ولكن هدفها الحقيقي هو تحدي سلطة عائلة جونسون في مقاطعة تريون. في صيف وخريف عام 1774، كان الشاغل الرئيسي لبرانت هو خلافه المستمر مع كلوك، ولكن نظرًا لعلاقات عائلته الوثيقة مع عائلة جونسون، وجد نفسه يعارض لجنة السلامة العامة.

## الثورة الأمريكية

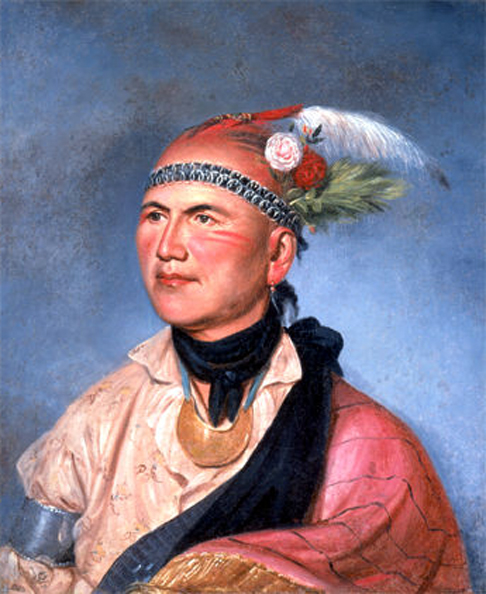
جوزيف برانت رسمها الفنان تشارلز ويلسون بيل

في عام 1775 عين سكرتيرًا إداريًا برتبة نقيب للمحاربين الموهوك التابعين للمفوض البريطاني الجديد من كاناجوهاري. في أبريل 1775 بدأت الثورة الأمريكية بالقتال في ولاية ماساتشوستس، وفي مايو 1775 سافر برانت إلى اجتماع في جيرمان فلاتس لمناقشة الأزمة. أثناء سفره إلى جيرمان فلاتس، رأى برانت بأم العين «الخوف والعداء» الذي يحمله البيض في مقاطعة تريون، فقد كرهوه بسبب تكتيكاته ضد كلوك وصداقته القوية مع عائلة جونسون. اقترح غاي جونسون أن يذهب برانت معه إلى كندا، قائلًا إن حياتهما في خطر. عند تهديد الموالين بعد اندلاع الحرب في أبريل 1775، انتقل برانت إلى مقاطعة كيبيك، ووصل إلى مونتريال في 17 يوليو. كره حاكم كيبيك، الجنرال غاي كارلتون، جونسون شخصيًا، وشعر أن خططه لتوظيف الإيراكوي ضد المتمردين غير إنسانية، وعامل برانت بازدراء مبطن. ذهبت سوزانا زوجة برانت وأطفالها إلى أونوكواغا في جنوب وسط نيويورك، وهي قرية توسكارورا الإيراكوية على طول نهر سسكويهانا، موقع وندسور الحالية.
في 11 نوفمبر 1775 اصطحب غاي جونسون برانت معه إلى لندن لطلب المزيد من الدعم من الحكومة. أملوا في إقناع التاج بمعالجة مظالم أرض الموهوك السابقة مقابل مشاركتهم كحلفاء في الحرب الوشيكة. التقى برانت مع جورج الثالث خلال رحلته إلى لندن، لكن أهم محادثاته كانت مع وزير الاستعمار، جورج جيرمان. اشتكى برانت من أن الإيراكوي قاتلوا من أجل البريطانيين في حرب السنوات السبع، وتكبدوا خسائر فادحة، ومع ذلك سمح البريطانيون للمستوطنين البيض مثل كلوك بالاحتيال عليهم في أراضيهم. وعدت الحكومة البريطانية شعب الإيراكوي بالأرض في كيبيك إذا قاتلت دول الإيراكوي إلى الجانب البريطاني، آنذاك شكل المستعمرين الأمريكيين ما اعتبر تمردًا مفتوحًا. في لندن، عومل برانت على أنه من المشاهير، أجرى جيمس بوزويل مقابلة معه بهدف نشرها. استقبله الملك جورج الثالث في قصر سانت جيمس. أثناء وجوده في الأماكن العامة، ارتدى ملابس الموهوك التقليدية. قُبل في الماسونية وتلقى مئزر طقوسه من الملك جورج شخصيًا.